# Ліпа (Єнджейовський повіт)
Ліпа (пол. Lipa) — село в Польщі, у гміні Собкув Єнджейовського повіту Свентокшиського воєводства.
Населення — 244 особи (2011).
У 1975-1998 роках село належало до Келецького воєводства.

## Демографія
Демографічна структура на день 31 березня 2011 року:
|          | Загалом | Допрацездатний вік | Працездатний вік | Постпрацездатний вік |
| -------- | ------- | ------------------ | ---------------- | -------------------- |
| Чоловіки | 122     | 29                 | 85               | 8                    |
| Жінки    | 122     | 22                 | 72               | 28                   |
| Разом    | 244     | 51                 | 157              | 36                   |